# Потреба
Потре́ба — стан живого організму, людської особистості, соціальної групи чи суспільства в цілому, що виражає необхідність у чомусь, залежність від об'єктивних умов життєдіяльності і є рушійною силою їхньої активності. Розрізняють біологічні потреби, властиві живим організмам, та соціальні потреби, що мають суспільно-історичний характер і зумовлені розвитком матеріального виробництва. Потреби реалізуються в процесі задоволення їх, активного освоєння предметів споживання. Потреби тварин, які є суто біологічними, виникають внаслідок взаємодії організму з зовнішнім середовищем, визначаються інстинктами та умовними рефлексами й задовольняються предметами, даними природою в готовому вигляді. Задоволення ж потреб людиною має характер цілеспрямованої трудової діяльності. Люди в процесі праці самі виготовляють необхідні їм продукти для задоволення потреб. Тому навіть біологічні потреби людини (в їжі, воді тощо) докорінно відрізняються за способом задоволення та за усвідомленістю їх від відповідних потреб тварин.
Можна трактувати як відчуття недостачі, браку, яке спрямоване на щось.

## Людські потреби
Потреби поділяють на групи:
- фізіологічні;
- екзистенціальні;
- престижні;
- особистісні;
- духовні[2].

Економічні потреби виступають основою діяльності людей. Потреби виступають як ідеальний внутрішньо спонукальний мотив їхньої діяльності. Потреба в найзагальнішому вигляді є усвідомленою індивідом необхідністю в певних духовних, матеріальних благах та послугах — його ідеальним прагненням.
Види потреб:
1. Матеріальні: в їжі, одязі, предметах побуту, житлі (вони вважаються базовими).
2. Духовні: в освіті, вірі, в підвищенні кваліфікації, в художній творчості, в розвитку науки та мистецтва.
3. Соціальні: в медичному обслуговуванні, в вихованні дітей, у вільному часі, в гідних умовах праці і навчання, а також відпочинку.

За способом задоволення:
- індивідуальні;
- групові.

Виділяють потреби існування (їжа, одяг, безпека) і потреби досягнення цілей життя (влада і слава, знання і творчість, духовне удосконалення).